# عبد الله بن عبيد الله العباسي
عبد الله بن عبيد الله بن العباس الهاشمي، كان أميراً عباسياً ووالي اليمن العباسي لحوالي سنة في عهد الخليفة العباسي المأمون.

## سيرة شخصية
كان عبد الله بن عبيد الله أميراً من الطبقة الثانوية في السلالة العباسية، كونه ابن عم ثاني للخليفة الهادي (حكم 785–786) وهارون الرشيد (حكم 789–809)، تم تعيين عبد الله حاكماً لليمن من قبل الخليفة المأمون (حكم 813–833)، ووصل صنعاء حوالي 832. وظل حاكماً حتى وفاة المأمون عام 833، وعندها قرر تعيين عباد بن الغمر الشهابي مسؤولاً عن المحافظة وغادر إلى العراق.
كان عبد الله أيضاً أميراً متكرراً في سنوات الحج ، حيث قاد الحجات السنوية 828، 829، 831، وربما 832.

## ملحوظات
1. ↑  Al-Tabari 1985–2007، v. 30: p. 56 n. 223.
2. ↑  Al-Mad'aj 1988، صفحة 215; Van Arendonk 1919، صفحة 103; Bikhazi 1970، صفحات 29–30.
3. ↑  Al-Tabari 1985–2007، v. 32: pp. 177, 180, 186, 190; Khalifah ibn Khayyat 1985، صفحات 474–75.